# Júnior Morais
Iraneuton Sousa Morais Júnior (* 22. července 1986, São Luís, Brazílie) známý také pouze jako Júnior Morais nebo Júnior Maranhão, je brazilský fotbalový obránce, od roku 2017 hráč klubu FC Steaua București.

## Klubová kariéra
Júnior Morais odešel v roce 2009 z Brazílie z klubu AD São Caetano do Evropy do portugalského SC Freamunde. V lednu 2011 přestoupil do FC Astra Giurgiu. S Astrou vyhrál v sezoně 2013/14 rumunský pohár a v sezóně 2015/16 ligový titul.
V roce 2017 přestoupil do klubu FC Steaua București.